# Rue Sainte-Catherine (Toulouse)
Pour les articles homonymes, voir Rue Sainte-Catherine.
La rue Sainte-Catherine (en occitan : carrièra de Santa Catarina) est une voie de Toulouse, chef-lieu de la région Occitanie, dans le Midi de la France.

## Situation et accès

### Description
La rue Sainte-Catherine est une voie publique. Elle se trouve dans le quartier Saint-Michel, dans le secteur 5 - Sud-Est. Elle naît perpendiculairement à la grande-rue Saint-Michel. Orientée à l'est, longue de 216 mètres, elle aboutit à la rue des Trente-Six-Ponts.
La chaussée compte une seule voie de circulation automobile à sens unique, depuis la grande-rue Saint-Michel vers la rue des Trente-Six-Ponts. Elle appartient à une zone de rencontre et la vitesse y est limitée à 20 km/h. Il n'existe pas de piste, ni de bande cyclable, quoiqu'elle soit à double-sens cyclable.

### Voies rencontrées
La rue Sainte-Catherine rencontre les voies suivantes, dans l'ordre des numéros croissants :
1. Grande-rue Saint-Michel
2. Rue des Trente-Six-Ponts

### Transports
La rue Sainte-Catherine n'est pas directement desservie par les transports en commun Tisséo. Elle se trouve cependant à proximité de la place Auguste-Lafourcade et des allées Jules-Guesde, où se trouvent la station Palais-de-Justice, sur la ligne de métro , le terminus de la ligne de tramway  et l'arrêt de la ligne de bus 66.
Les stations de vélos en libre-service VélôToulouse les plus proches sont les stations no 68 (1 bis allées Jules-Guesde) et no 103 (139 grande-rue Saint-Michel).

## Odonymie
La rue tient son nom d'une chapelle fondée au XIIIe siècle et placée sous l'invocation de sainte Catherine, qui se trouvait à l'entrée de la rue (emplacement des actuels no 122-124 grande-rue Saint-Michel). Pierre Salies propose également de voir dans l'actuelle rue Sainte-Catherine une voie du XIVe siècle mal identifiée, la carrièra de Longatges – la « rue de Longages » : en effet, la chapelle dépendait de l'abbaye de Longages et la rue Sainte-Catherine serait celle qui en aurait pris le nom, une abbaye féminine de bénédictines, fondée en 1130 et dépendant de Fontevrault. En 1794, pendant la Révolution française, elle porta quelques mois le nom de rue la Force, sans qu'il subsiste.

## Patrimoine et lieux d'intérêt

### Cité internationale des chercheurs
L'Institut de chimie est créé en 1906 sous l'impulsion de Paul Sabatier, professeur de chimie et doyen de la faculté des sciences. En 1912, il se propose, avec une partie de l'argent du Prix Nobel de chimie qu'il a obtenu en 1910, de construire de nouveaux bâtiments. Le choix se porte sur un terrain entre la rue des Trente-Six-Ponts (emplacement de l'actuel no 42), la rue Sainte-Catherine (emplacement de l'actuel no 17) et la grande-rue Saint-Michel (actuel no 140). Les travaux sont engagés en 1913 sous la direction de l'architecte de l'université, Joseph Thillet, et le bâtiment est inauguré le 8 mai 1920,.
En 1953, l'Institut de chimie devient l'École nationale supérieure de chimie de Toulouse (ENSCT). En 1962, les locaux sont agrandis par l'architecte Robert Trilhe. Mais cinq ans plus tard, l'ENSCT quitte le quartier Saint-Michel pour s'installer au cœur du nouveau campus de Rangueil,. Le site de la rue des Trente-Six-Ponts reste occupé par la faculté des sciences, devenue université Toulouse-III en 1969. En 2012, les bâtiments sont devenus vétustes et fermés au public. L'université décide d'y installer une Cité internationale des chercheurs. Le projet consiste à y créer 383 logements pour des étudiants, français ou étrangers, pour quelques jours ou quelques années, mais aussi des espaces de travail partagés. En 2017, les travaux sont engagés : tous les bâtiments sont détruits, alors que seul le bâtiment central, qui abritait le laboratoire de chimie, est conservé,.

### École Montalembert

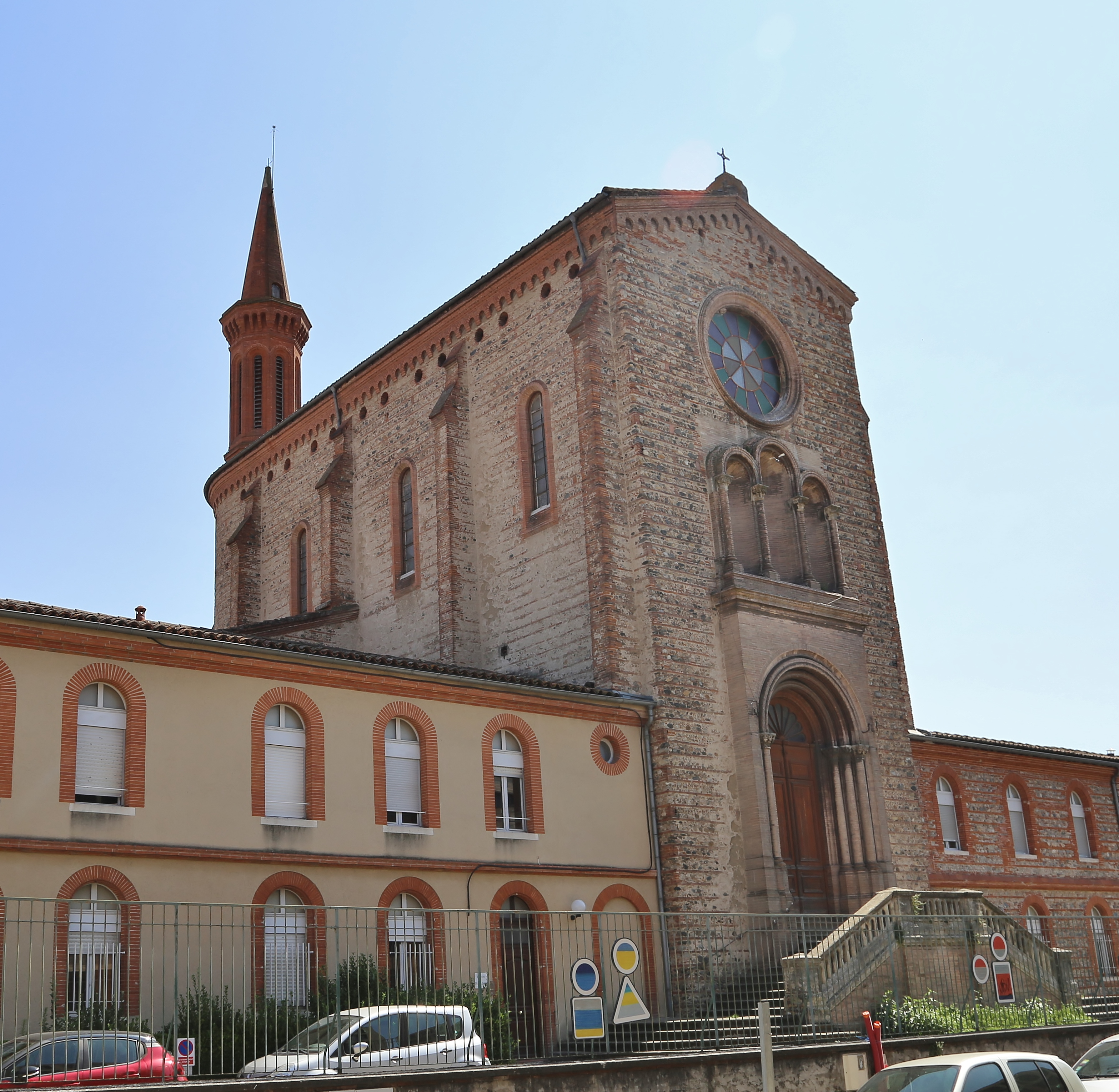
no 42 : chapelle Notre-Dame de l'ancien couvent des Carmélites.

Les bâtiments, construits au début du XIXe siècle, sont dévolus à un couvent de carmélites. Ils occupent une parcelle à l'angle de la rue Sainte-Catherine (actuel no 28) et des Trente-Six-Ponts (actuel no 42 bis). Après leur départ, les bâtiments sont occupés par l'institution des Dames Lafont, fondée en 1830, qui se consacre à l'éducation des jeunes filles. En 1974, l'Institut Lafont-Notre-Dame, devenue mixte, fusionne avec l'école Montalembert (emplacement de l'actuel no 16 bis).